# Georg Ludwig Kobelt
Pour les articles homonymes, voir Kobelt.
Georg Ludwig Kobelt né le 12 mars 1804 à Kehl et mort le 18 mai 1857 à Fribourg-en-Brisgau est un médecin anatomiste allemand. Il est connu pour avoir décrit avec précision les deux organes sexuels et notamment le clitoris.

## Biographie
Georg Ludwig Kobelt naît le 12 mars 1804 à Kork (Kehl), le fils de Christian Ludwig Kobelt (1765-1810), médecin-chef du Regiment Murat français, et de Wilhelmine Otto.
Kobelt commence des études de droit à Heidelberg en 1824 mais se tourne vers la médecine en 1827. Il obtient son doctorat de l'Université de Heidelberg en 1833. Il acquiert les Facultas legendi, et se spécialise en anatomie. En 1835, devient médecin légiste à Heidelberg, puis à partir de 1841, à Fribourg-en-Brisgau. Il y est également professeur associé à l'Université de Fribourg en 1844 et professeur titulaire en 1847, tout en étant membre du conseil d'administration de l'Institut d'anatomie. 

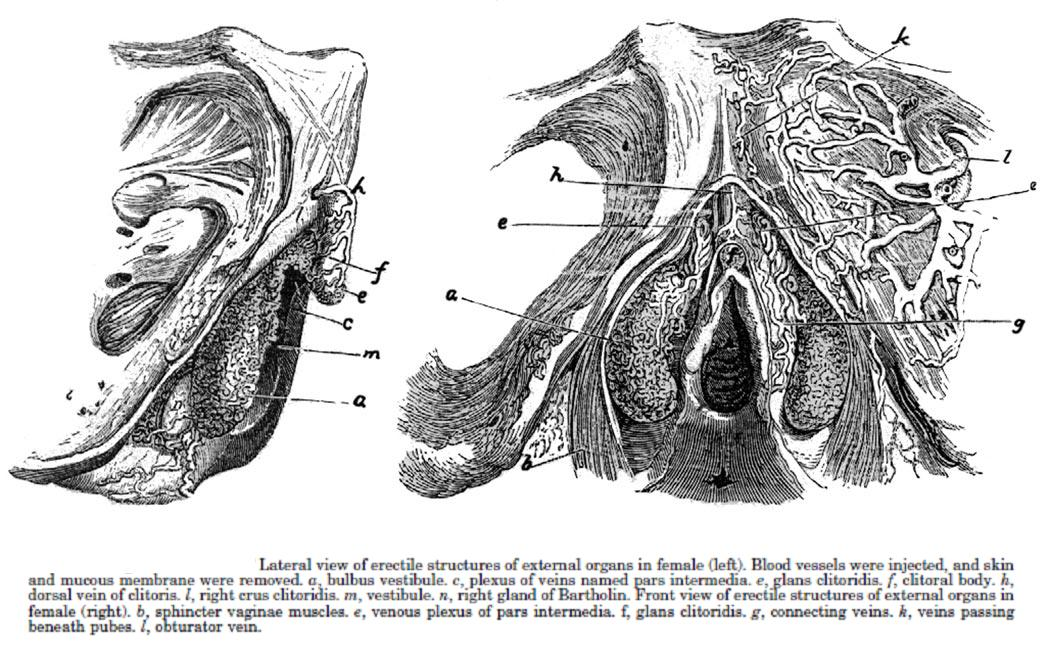
Clitoris disséqué par Kobelt en 1844

En 1844, il publie une description détaillée du clitoris et souligne l'importance mineure du vagin dans le plaisir féminin. Kobelt fabrique plus de 1'200 préparations pour les collections de Heidelberg et de Fribourg. En tant qu'anatomiste, il fait des préparations exquises, comparables à celles des anatomistes Frederik Ruysch (1638-1738) et de Joseph Hyrtl (1810-1894). Il écrit, entre autres, Die männlichen und weiblichen Wollust-Organe des Menschen und einiger Säugetiere (Les organes voluptueux mâles et femelles de l'homme et de certains mammifères).
Les « canaux de Kobelt » éponymes portent son nom, ce sont des vestiges de conduit mésonéphrique du rein. Ces vestiges sont parfois également appelés canaux de Wolff, du nom de Caspar Friedrich Wolff (1733-1774).
Il meurt le 18 mai 1857 à Fribourg-en-Brisgau.

## Publications
- Diss. inaug. med. sistens disquisitionem historicam de cordis et praecordium vitiis organicis cura Valsalviana et Albertiana persanandis. Dissertation, Heidelberg, 1833.
- Trichina spiralis in Teutschland aufgefunden, in: Neue Notizen aus d. Gebiete d. Natur- u. Heilkde., hrsg. v. L. F. v. Froriep, 13, 1840, Nr. 284, S. 309-11, 14, 1840, Nr. 301, S. 235-37;
- Ueber d. musculus sphincter pupilae d. menschl. Iris, ebd. 14„ 1840, Nr. 301, S. 237-40;
- Ein Fall v. Verletzung d. Pharynx durch e. Säbelhieb, nebst einigen Beobachtungen üb. d. Funktion d. Schling- u. Stimmorgane, ebd. 16, 1840, Nr. 344, S. 220-22;
- Beiträge zur Anatomie und Physiologie. Heidelberg, 1840.
- Die männlichen und weiblichen Wollustorgane des Menschen und einiger Säugethiere u.s.w. Freiburg, 1844. Traduit en français en 1851[5].
- Der Nebeneierstock des Weibes, das längst vermisste Seitenstück des Nebenhodens des Mannes u.s.w. Heidelberg, 1847[6].